# Eierorakel
Ein Eierorakel, auch Ovomantie, Oomantie, Ooskopie, ist eine Methode der Wahrsagung, bei der durch das mit einem Ei durchgeführte Orakel verstorbene Ahnen, Geister oder Götter, die nach dem jeweiligen Volksglauben auf die diesseitige Welt Einfluss nehmen können, über zukünftige Ereignisse oder über die Ursache bereits eingetretener  Ereignisse befragt werden. Das Orakel mit Hilfe eines Eis oder eines Tieres setzt den Glauben an eine übernatürliche Kraft voraus, die sich durch das verwendete Hilfsmittel äußert. Eierorakel waren in der Römischen Antike bekannt, sie gehören zum germanischen Aberglauben und werden bis heute mit unterschiedlichen Methoden in einigen Kulturen in Asien praktiziert. Ihre Bedeutung hängt mit der Beziehung des Menschen zu Hühnern zusammen, die seit alter Zeit als Orakel- und wunscherfüllende Opfertiere fungieren. Das Ei symbolisiert Leben und Fruchtbarkeit, häufig werden ihm magische Wirkungen zugesprochen. Eine zentrale Bedeutung für die traditionelle Kultur besitzt das mit Eiern durchgeführte Wurforakel bei den Khasi im Bundesstaat Meghalaya in Nordostindien.

## Magische Vorstellungen von Hühnern
Hühner gehören zu den ältesten domestizierten Tieren. Sie finden sich bei den meisten Ackerbau treibenden Völkern, denn ihre Vergesellschaftung mit Menschen führte zu einer besseren Ausnutzung des vorhandenen Nahrungsmittelangebots. In traditionellen afrikanischen Kulturen sind Hühner, Ziegen und Alkohol (Palmwein) typische religiöse Opfergaben oder werden als Kompensationszahlungen zur Beilegung von Streitigkeiten überbracht. Auf dieselbe Weise wird versucht, die für Ernteausfälle und andere Naturkatastrophen verantwortlich gemachten Geister mit Opfergaben zu besänftigen. Bei den Meta'-Sprechern im Kameruner Grasland werden in einem solchen Fall der allgegenwärtige Schöpfergott Nwiekò und die Ahnengeister angesprochen. Die Dorfgemeinschaft bittet von ihren, für das Unheil angeblich ursächlichen Verfehlungen gegen die göttliche Ordnung freigesprochen zu werden und opfert eine Henne. Der Ausführende des Rituals wirft die Henne auf den Boden, nachdem er eine entsprechende Wunschformel geäußert hat. Falls sie bei ihrem Aufprall Darminhalt ausscheidet, wird dies als Zeichen gewertet, dass das Opfer erhört wurde. Die Meta' praktizieren weitere Hühnerorakel, etwa indem sie ein Huhn längere Zeit an einen Pfahl fesseln, um das Schicksal eines Menschen nach seinem Tod zu erfahren.
Ein Beispiel für eine Geisterverehrung, die aus einer vorislamischen Religion abgewandelt in den afrikanischen Volksislam Eingang gefunden hat, stellt der Bori-Besessenheitskult der Hausa im Norden Nigerias dar. In ihrer traditionellen Religion wirken eine Vielzahl von Geistern (iskoki, Sg. iska) in allen Lebensbereichen auf die Menschen ein. Namen und Charaktereigenschaften der Geister sind nur noch wenigen Anhängern des Kults bekannt. Jeder der iskoki verursacht eine bestimmte Krankheit und muss durch das Opfer eines nach seiner Farbe ausgewählten Huhns besänftigt werden. In seltenen Fällen gelten als Opfer auch ein Ziegenbock oder Hirsebier.
Die Verwendung von Hühnern für Orakel und Opfer hat unter anderem den praktischen Grund, dass sie die billigsten Haustiere und stets verfügbar sind. In Ostafrika waren Orakel aus den Eingeweiden des Huhns besonders beliebt. Die Haya in der Region Buhaya im Nordwesten Tansanias deuteten das Hühnerorakel aus der Lage der Eingeweide, deren später getrocknete Reste als Amulett mitgeführt wurden. Hühneropfer und -orakel kommen außer in Afrika auch in Asien vor. Sie wurden auch in arabischen Gesellschaften beobachtet, wo sie nicht auf einen afrikanischen, sondern möglicherweise auf einen vorarabisch-altorientalischen Ursprung zurückgehen. Laut Berichten vom Anfang des 20. Jahrhunderts gab es sie in Palästina, Syrien und im Jemen. Während der Geburt galt die Frau häufig als in besonderem Maß dem Einfluss böser Geister ausgesetzt. Durch ein Hühneropfer sollte der weibliche Kindbettdämon qarinah von der Gebärenden ferngehalten werden. Ein auf der Schwelle des Hauses bei der Hochzeitszeremonie geschlachteter Hahn war als Opfer zur Versöhnung mit einem Dämon gedacht, andere Opfer sollten eine Dämonen austreibende (apotropäische) Funktion haben.
Das Haushuhn geht wahrscheinlich auf das ostasiatische, wild lebende Bankivahuhn zurück. Das Huhn als Opfertier ist bereits aus dem chinesischen Altertum bekannt. Geopfert werden durften offensichtlich nur Hähne, deren Federkleid und Allgemeinzustand tadellos war. Vermutlich gab es bereits im Altertum darüberhinausgehende Hühnerkulte, wie sie für die spätere Zeit in Südchina gesichert sind.

## Symbolik des Eis

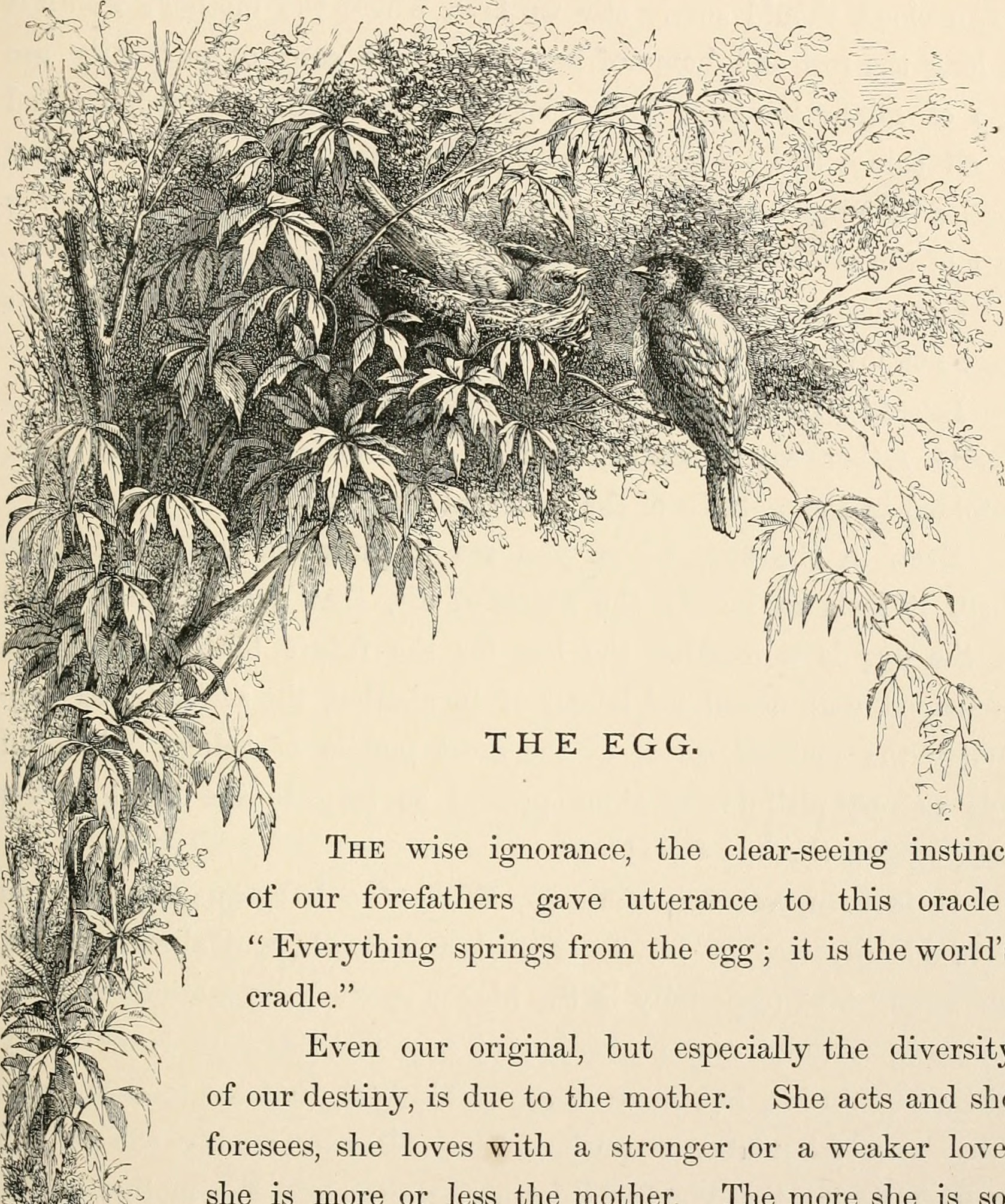
„Die weise Ignoranz, der klarsehende Instinkt userer Vorväter gab dem Orakel Ausdruck: ‚Alles entspringt aus dem Ei; es ist die Wiege der Welt.‘ Selbst unser eigentliches Schicksal, aber insbesondere die Vielfalt unseres Schicksals, ist in der Mutter begründet. Sie handelt und sieht vorher, sie liebt mit einer stärkeren oder schwächeren Liebe,...“ (Jules Michelet: The Bird. London 1868, S. 63)

Eine weit verbreitete Symbolik überträgt das Ei in das uranfängliche Weltenei, das in der Kosmogonie aufbricht und dessen beide Hälften zu Erde und Himmel werden. Ein solches Weltenei wurde erstmals im ägyptischen Neuen Reich auf einem Papyrus erwähnt. Das Ei, aus dem nicht nur Küken schlüpfen, sondern von den griechischen Mythen bis zu den polynesischen Schöpfungsgeschichten auch Heroen und Götter, stellt ein universales Sinnbild für Leben und Fruchtbarkeit dar. In der christlichen Tradition wurden die zuvor schon bei heidnischen Frühlingsfesten in dieser Bedeutung gebrauchten Ostereier zu einem Symbol der Auferstehung Christi. Seit dem 13. Jahrhundert bemalte man in Europa Ostereier, seit dem 17. Jahrhundert heißen sie so. Die Ikonenmaler der orthodoxen Kirchen, die ihre Farben mit Eigelb anstelle von Leinöl anrührten, taten dies mit einem Nebengedanken an Ostern und die Auferstehung.
Eier als Grabbeigaben sind aus dem 1. Jahrtausend v. Chr. erhalten. Vermutlich aus Afrika importierte Straußeneier wurden im südspanischen Los Millares ausgegraben und ihr Alter zwischen 2400 und 1400 v. Chr. datiert. Das Straußenei und das Ei überhaupt galt in der Antike und in Russland als Symbol für die Unsterblichkeit; vermutlich aus diesem Hintergrund kam es an nordafrikanischen Grabstätten vor. Der magische Aspekt der Straußeneier hat sich bis heute mancherorts im afrikanischen, islamischen und christlichen Volksglauben erhalten.

## Verbreitung
Es gibt zwei Formen von Eierorakeln. Das eine Orakel gehört zu den induktiven Praktiken der Wahrsagung, die auf die Betrachtung und Deutung von Omen (sichtbaren Zeichen) angewiesen sind; im Unterschied zu den durch Intuition einer einschlägig begabten Person (Orakelpriester, Seher) gewonnenen Voraussagen. Über die rein systematisch betriebene Deutung der Zeichen hinausgehend stellt der Wahrsager eine Beziehung zu den einflussreichen höheren Mächten her. Ein professionell agierender Wahrsager wird zugleich versuchen, im Gespräch mit seinem Kunden dessen Vorgeschichte und Grund für seinen Besuch herauszufinden, um zu einem individuellen Ergebnis zu kommen.
Einfacher gestalten sich dagegen die Schicksalsbefragungen, die von der Allgemeinbevölkerung mit einer im überlieferten Volksglauben verankerten Interpretationen von Orakelzeichen durchgeführt werden können. Sie gehören zu den Binärorakeln und folgen einem zwingenden Wenn-dann-Schema, etwa beim Gänseblümchen-Zupfen („er liebt mich, er liebt mich nicht...“).

### Germanisch-deutscher Volksglauben
Schicksale und düstere Prophezeiungen wurden gemäß dem Aberglauben mit regional unterschiedlichen Methoden aus einem Ei gewonnen, wobei die Orakelkraft des Eis an Ostern und Weihnachten generell am größten war. Dies waren magisch aufgeladene Zeiten, die der Wintersonnenwende entsprachen, zu der die Römer Eierorakel durchführten.
Analog zum Bleigießen lasen Mädchen in Siebenbürgen an Silvester aus dem Eiweiß. In Österreich gewährten an Neujahr vor Sonnenaufgang zwei in ein Ei gestochene Löcher einen Blick in die Zukunft. Ganze Eier konnten – bei Einhaltung bestimmter Regeln – ihren Besitzer mit hellseherischen Fähigkeiten ausstatten. Trug in Mecklenburg ein Kirchgänger das erstgelegte Ei einer jungen Henne in der Tasche mit sich, so konnte er eine Krone auf dem Kopf desjenigen Menschen erkennen, der in diesem Jahr sterben sollte. In der Oberpfalz musste man zur Christmette die Kirche rückwärts gehend, mit einem Ei unter jede Achsel geklemmt betreten. Dann konnte derjenige durch die Eier sehen und auf diese Weise die Hexen unter den Anwesenden ausmachen, die sich durch einen siebartigen Schein um den Kopf auszeichneten.
Eine Orakelmethode sieht vor, ein verrührtes Ei in ein Glas mit Wasser zu geben, um am anderen Morgen aus den entstandenen Formen etwas herauszulesen. Wer dies um Mitternacht an Karfreitag tut erfährt, wie groß die Ernte in diesem Jahr ausfallen wird. Nach dem Volksglauben soll das Ei-in-Wasser-Orakel von Mädchen in Deutschland, Portugal und Frankreich als Liebeszauber eingesetzt werden können. Bei einer Variante wird ein Ei in kochendes Wasser geschlagen und die Zukunft aus dem geronnenen Eiweiß herausgelesen. In Frankreich zerschlug man das Ei auf dem Kopf, bevor man es ins Wasser schüttete.
Ein versehentlich zerbrochenes Ei konnte Unglück bewirken, etwa wenn einem Mädchen ein Ei aus der Rockschürze fiel. Wer in der Neujahrsnacht ein Ei zerbrach, sollte im selben Jahr sterben. In Schleswig-Holstein konnte ein Mädchen das Schicksal befragen, wenn es an Ostern abends Eierschalen vor die Haustür legte. Den Beruf des Mannes, der als nächster vorbeiging, würde ihr künftiger Ehemann haben.
Ein Aberglaube, den Jakob Grimm in seiner Deutschen Mythologie (1878) erwähnt, war, ein Ei ins Wasser zu werfen, um zu prüfen, ob ein Kind verhext ist. Falls das Ei untergeht, so ist das Kind verhext.

### Khasi in Indien
Die Khasi, ein großes indigenes Volk im nordostindischen Bundesstaat Meghalaya, sind mehrheitlich christianisiert, dennoch verstehen sich die Mitglieder der alten Khasi-Religion (Niam Khasi) als Bewahrer der kulturellen Tradition, die eine ausgeprägte Baumverehrung und Fruchtbarkeitszeremonien beinhaltet. Die großen Jahresfeste werden von einem Ensemble aus Trommeln und Kegeloboen (tangmuri) begleitet. Die Khasi sind bekannt dafür, bei allen sich bietenden Anlässen von einer gewissen Bedeutung ein Wurforakel mit Eiern durchzuführen. Diese Tradition unterscheidet sie von den anderen Ethnien Nordostindiens. Bevor eine Reise angetreten werden soll, befragt ein Khasi das Orakel nach dem zu erwartenden guten oder schlechten Ausgang. Passiert unterwegs ein Unglück, so war die Ursache kein aktuelles Fehlverhalten, sondern eine Sünde, die der Reisende irgendwann begangen hat, oder es ist auf das Wirken eines bösen Geistes zurückzuführen. Die genaue Ursache herauszufinden ist wiederum Aufgabe eines Eierorakels. Das vor einem Hausbau stattfindende Eierorakel soll die richtige Lage des Küchenherdes herausfinden helfen. Jedem Opfer an eine der zahlreichen Gottheiten geht ebenfalls ein Eierorakel voraus. Früher ersetzte das Orakel auch den Gang zum Arzt oder in die Apotheke. Bei andauernder Krankheit musste es mehrfach wiederholt werden.
Einen speziellen Priester für Orakel, Opfer oder andere religiöse Zeremonien gibt es bei den Khasi nicht. Zuständig ist das Oberhaupt der Familie (jaid). In ihrer matrilinearen Gesellschaftsordnung (nach Mütterlinien) ist dies meist der Onkel mütterlicherseits (Mutterbruder), ansonsten jeder andere Mann, der sich mit dem Eierorakel auskennt.
Um ein Khasi-Wurforakel durchzuführen, braucht es eine rechteckige Holzplatte mit einem kurzen Holzgriff an einer Schmalseite. Die Holzplatte (Khasi ka dieng shat pylleng) liegt auf dem Boden. Auf dem Griffbrett befindet sich ein Häufchen roter Erde, mit der später das Ei eingefärbt wird, um die Außenseite der Schalen von deren Innenseite besser unterscheiden zu können. Danach platziert der am Griffende sitzende Eierwerfer das Ei auf einigen Reiskörnern in der Mitte der Platte. Er murmelt Anrufungsformeln an verschiedene Gottheiten, wischt den Reis von der Platte herunter, bestreicht mit nassen Händen und der roten Erde das Ei, steht dann auf und wirft das Ei mit Schwung auf die Platte. Aus der Lage der auf der Platte verteilt liegenden Eierschalen wird das Orakel bestimmt. Die meisten Eierschalenstücke bleiben in der Mitte liegen. Dieser Ort heißt ka lieng („das Boot“). Die übrigen Stücke werden beurteilt, ob sie auf die linke (ki jinglar) oder rechte Seite (ki jingkem) gefallen sind. Grob gesagt stehen die mit der Innenseite nach unten liegenden Stücke für ein gutes, die andersherum liegenden für ein schlechtes Omen. Aus deren genauer Lage ergibt sich beispielsweise die Ursache für eine Krankheit, das Schicksal des Kranken und ob ihm mit einem Opfer an eine Gottheit zu helfen ist. Sind die Eierschalen nicht in einer dem Schema entsprechenden und auswertbaren Weise verteilt, so muss das Orakel mit einem weiteren Ei wiederholt werden. Bis das gewünschte Ergebnis oft erst nach mehreren Stunden erreicht ist, können viele Eier verbraucht werden. Ihr Inhalt wird in einer Schüssel aufgefangen und später verzehrt.
Eine andere Orakelmethode ist weniger aufwendig: Der Orakelbefrager umwickelt das Ei mit einem Blatt (ka la met), hält es mit der Spitze nach oben in seiner linken Hand und legt einige Reiskörner oben auf, während er wieder Anrufungsformeln murmelt. Er versucht nun, mit dem rechten Daumen das Ei einzudrücken. Wenn ihm dies gelingt, ist es ein gutes, andernfalls ein schlechtes Zeichen.
 Holzbretter zur Wahrsagung
Die Verwendung von Holzbrettern zur Wahrsagung ist eine auch anderswo bekannte Methode. Sie kommen als Wurfbretter, beispielsweise in Westafrika bei den Ewe und den Yoruba (genannt opon ifá) vor, oder als Reibebretter. Die Hehe im Südwesten Tansanias bedienten sich nach Berichten vom Beginn des 20. Jahrhunderts eines Reibeorakels (bao), bei dem in eine Vertiefung in der Mitte eines Holzbrettchens etwas Wasser geschüttet wurde. Anhand der Stelle, an der ein Metallröhrchen, das auf dem Brett herumgerieben wurde, stehenbleiben wollte, ergab sich die Antwort auf eine zuvor gestellte Frage.

### Südostasien

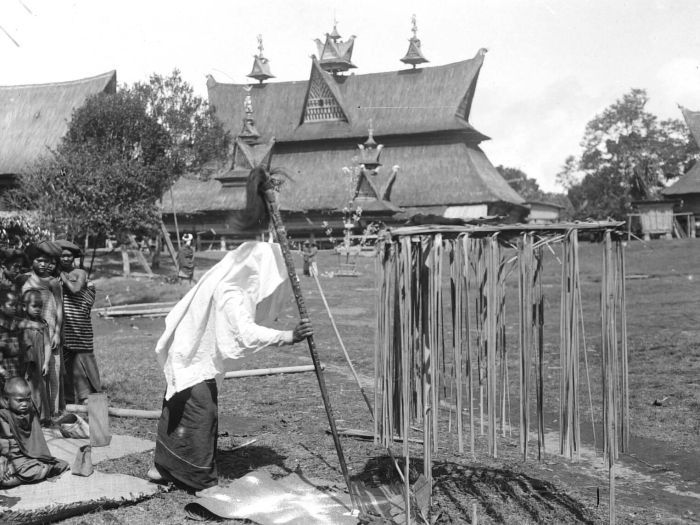
Die Karo-Batak auf Sumatra kennen ein Orakel mit einem hartgekochten Ei. Batak-Priester (datu) pflegen Ritualtänze um ein Ei als magisches Zentrum. Auf dem Foto von 1914–1919 verehrt ein datu mit seinem magischen Stab ein Ei, eine Kröte und ein Chamäleon.

Einige kulturelle Gemeinsamkeiten wie die Naga-Verehrung verbinden die Khasi mit weiter östlich lebenden Ethnien. Die in Süd- und Südostasien bekannte mythologische Schlange hat als menschenfressendes Untier thleng Eingang in die Volkserzählungen der Khasi gefunden. Die im Shan-Staat in Myanmar lebenden Palaung führten ihre Herrscher (Königstitel saopha) bis zum mythischen Ursprung von der Naga-Prinzessin Thusadi zurück. Aus einem der drei Eier, die sie legte, kam der Ahnherr der Palaung hervor. Eine entsprechend herausragende Bedeutung besaß das Ei älteren Berichten zufolge bei einigen Ethnien der Malaiischen Inseln, wo ein Medizinmann aus dem Eigelb eines aufgeschlagenen Eis die Ursache einer Krankheit herauslesen konnte.
Auf der südphilippinischen Insel Bohol ist eine Tradition naturmedizinischer Heiler, die allgemein tambalan genannt werden, noch lebendig. Sie erzielen bei sozialen und psychologischen Problemen durch ihre Verankerung in der Stammesgesellschaft und ihren religiös-kulturellen Einfluss therapeutische Erfolge. Nach ihrer Funktion werden verschiedene Spezialisten namentlich unterschieden, eine Gruppe von ihnen bilden die Schamanen, sukdan. Zu den Aufgaben des sukdan gehören Rituale, die sich mit Krankenheilung, Wohnortwechsel und Ackerbau beschäftigen und Geschenke (rigalu) an die Geister beinhalten. Auf die korrekte Kleidung des Schamanen während des Rituals wird besonderen Wert gelegt, ebenso auf seine diversen Hilfsmittel, zu denen eine Porzellanschale gehört. Aus dieser trinkt er Wein während des Rituals, genauer der von ihm Besitz ergreifende Geist trinkt den ihm angebotenen Wein. Eine weitere Funktion hat die Porzellanschale (talingtingun) beim Orakel. Wenn ein aufrecht auf der umgedrehten Schale positioniertes Ei seine Balance behält, haben die Geister eine an sie gerichtete Anfrage positiv beantwortet.
Die Lahu in Nordthailand nahe der burmesischen Grenze glauben an die Existenz einer großen Zahl von übernatürlichen Wesen, für die sie Geisteraustreibungsrituale veranstalten. Sie denken sich die Erde als flache Scheibe, deren Rand das Himmelsgewölbe berührt. Die aus den Bergen herabfließenden Bäche vereinigen sich zu Flüssen, die dem südlichen Rand der Erde zufließen. An diesen entlegensten Punkt der Erde verbannt der Exorzist die böswilligen Geister (Lahu jaw) in seinen Austreibungsritualen. Um das Haus eines Auftraggebers von den bösen Geistern zu befreien, lehnt er zunächst das Geisterhäuschen yaw yeh („Geisterhaus“, thailändisch San Phra Phum) gegen eine Hauswand. Er benötigt für das Ritual unter anderem einen Korb, der gepuffte Hirse, Sand und ein einzelnes Hühnerei enthält. Mit dem Korb hockt er sich vor das Haus und blickt in dessen Richtung. Zu Beginn seines Austreibungsrituals wirft er eine Handvoll Sand und Hirsekörner gegen das Dach des Hauses. Danach folgt eine längere Ansprache an die Geister in mehrerer Abschnitten, die er jeweils durch weiteres Sand- und Körner-Werfen abgrenzt. Diese auf mehrfache Weise zu deutende symbolische Handlung soll als Geschenk die Geister versöhnen, sie solange an ihrem Verbannungsort halten, bis der Sand zerfallen ist (also ewig) und ihnen mit dem Pi ya, einem mächtigen übernatürlichen Gegner drohen, dessen Hilfe sich der Exorzist bedient.
Nun befragt der Exorzist das Eierorakel. Er nimmt das Ei, steht auf und wirft es über das Dach des Hauses. Wenn das Ei beim Auftreffen auf dem Boden aufplatzt, nimmt er es als Zeichen, dass sein bisheriges Bemühen erfolgreich war. Sollte das Ei in weichem Gras gelandet und ganz geblieben sein, so muss das gesamte Ritual wiederholt und wiederum am Ende mit einem Eierwurf überprüft werden. Danach bietet er den Geistern mit einer weiteren formelhaften Ansprache das Geisterhäuschen yaw yeh als Aufenthaltsort an. Ob sich die Geister hineinbegeben haben, prüft er mit dem yaw yeh-Orakel. Er wirft das aus einem Bambusstab und Blattwerk bestehende Geisterhäuschen über das Hausdach. Wenn es mit dem Stab zum Haus orientiert am Boden zu liegen kommt, sind die Geister verschwunden, andernfalls sind sie noch da und die Prozedur muss bis zum gewünschten Ergebnis wiederholt werden.
Eine exemplarisch vielfältige Rolle spielt das Ei in der Kultur der Hmong. Der Schöpfergott Saub brachte die Urhenne dazu, Eier zu legen. Dies geschah noch vor der Sintflut und dem Erscheinen der ersten Hmong. Viele Krankheiten werden mit Hilfe von Kräutersud kuriert, dem oft ein Ei beigemischt ist. Mit Kräuter- und Geistermedizin ist üblicherweise die älteste Frau des Familienclans befasst. Einige magische Rituale wie laig dab (Fütterung der Ahnengeister) und hu plig müssen häufig durchgeführt werden. Hu plig ist ein Ritual, um die Freiseele tus plig, die sich vom Körper eines Kranken entfernt hat, zurückzuholen. Bei einem Neugeborenen ist die tus plig noch nicht vorhanden und muss erst durch dieses Ritual in seinen Körper gebracht werden. Hierfür tritt ein Schamane in Aktion, der mit den Geistern Verbindung aufnimmt und zu dessen Ausrüstung ein Stuhl gehört, auf dem sich ein Teller mit Reis und einem Ei darauf befindet. Für mehrere Arten von Wahrsagung kann ein Ei als Orakel verwendet werden; unter anderem für die Frage, welcher Schamane für eines der genannten durchzuführenden Rituale der geeignetste ist. Um dieses herauszufinden balanciert ein Familienmitglied ein Ei auf einer Flasche oder auf seinem Handrücken und murmelt dabei den Namen des Schamanen. Bleibt das Ei in Position, so sollte der Betreffende einbestellt werden. Ist der Schamane da, kann er mit dem in der Hand gehaltenen Ei auf der Flasche nach dem Geist fragen, welcher den Patienten krank gemacht hat. Der Patient zählt alle Geister namentlich auf, die er beleidigt haben könnte. Fällt der richtige Name, zeigt dies der Schamane, indem er das auf der Flasche ruhende Ei loslässt. Bei der nachfolgenden Behandlung mit dem Ei gibt es zwei Möglichkeiten: Der Schamane ruft die beteiligten Geister herbei, um das Ei zu essen. Falls das Ei an seinem Platz bleiben sollte, wird mit einem Gewehr darauf geschossen, um den Geist zu töten.
Im Volksglauben im Innern der ostindonesischen Insel Pantar können die verstorbenen Ahnen sowohl positiv als auch negativ auf die Lebenden einwirken. Für Ereignisse, die sich nicht unmittelbar erklären lassen, werden häufig die Ahnen verantwortlich gemacht. Der Grund für ihre ständige Kontrolle und Einmischung soll durch die Befragung eines Orakels herausgefunden werden. Wer sich den Ahnen entziehen will, sollte von seinem Heimatort wegziehen. Die angewendeten Orakelmethoden sind Leberschau (seru onong) aus einer Schweine- oder Hühnerleber, die Schau der Gedärme eines lebend aufgeschnittenen Kükens, die Befragung eines Huhns, während es geschlachtet wird, oder ein Eierorakel (gena girè).